# Kieselschiefer-Steinbruch Beddelhausen

Stillgelegter Kieselschiefer Steinbruch

Der Kieselschiefer-Steinbruch Beddelhausen zählt zu den bedeutendsten Geotopen im östlichen Rheinischen Schiefergebirge. In dem kleinen Steinbruch unweit der Brücke über die Eder bei Beddelhausen stehen stark gefaltete unterkarbonische Kieselschiefer bzw. Radiolarite an.

## Lage
Das Geotop befindet sich im alten Gemeindesteinbruch von südlich den Beddelhausen gegenüber der alten Ederbrücke. In dem heute stillgelegten Steinbruch wurde früher Kieselschiefer zur lokalen Verwendung, z. B. als Straßen- und Wegeschotter abgebaut.

## Geologie
Die dünnbankigen, bis zu 10 cm mächtigen, schwarzen bis grünlichgrauen Kieselschieferlagen werden durch dünne Tonlagen voneinander getrennt, die aus verwitterten vulkanischen Aschen entstanden sind, die während des Unterkarbons eruptiert und sedimentiert wurden. Die harten, spröden Kieselschiefer bzw. Radiolarite werden überwiegend aus zahlreichen, mikroskopisch kleinen einzelligen Lebewesen mit einem Kieselsäureskelett, den Radiolarien, aufgebaut. Radiolarien lebten in den tieferen Meeresbereichen als Plankton.
Die Kieselschiefer entstanden vor etwa 330 bis 340 Millionen Jahren als landferne Ablagerungen in einem tiefen Meeresbecken, das zu großen Teilen das heutige nördliche Mitteleuropa bedeckte. Am Boden des Meeres sammelte sich feinkörniger Tonschlamm, in dem die abgestorbenen Radiolarien eingebettet wurden. Durch die steigende Auflast infolge der nachfolgenden Sedimentation weiterer Sedimentschichten, wurde allmählich das Wasser aus dem Tonschlamm ausgepresst und das Gestein diagenetisch verfestigt.
Am Ende des Karbons, etwa vor 300 Millionen Jahren, begann während der variszischen Gebirgsbildung die Heraushebung des Rheinischen Schiefergebirges. Die ehemals horizontal abgelagerten Schichten wurden verstellt, aufgefaltet und zum Teil übereinander geschoben. Im Steinbruch Beddelhausen ist eine Sequenz intensiv tektonisch beanspruchter Gesteine mit einigen Verwerfungen aufgeschlossen.
Aufgrund seiner regionalgeologischen Bedeutung hinsichtlich der stratigraphischen Gliederung des Unterkarbons im östlichen Rheinischen Schiefergebirge und der außergewöhnlichen Faltenstrukturen wurde der Steinbruch unter Naturschutz gestellt. Im Jahr 2006 erfolgte die Aufnahme des Steinbruchs in die Liste der 77 ausgezeichneten Nationalen Geotope Deutschlands.
Oberhalb des Aufschlusses befindet sich ein wieder neu freigelegter, kleiner Steinbruch, in dem jüngere Schichten der fossilführenden Kieseligen Übergangsschichten des Unterkarbons aufgeschlossen sind, der ebenfalls unter Naturschutz gestellt wurde.